# Xue Wu
Xue Wu (nacida el 22 de marzo de 1980) es una destacada tenista de mesa dominicana de origen chino, campeona en los Mayagüez 2010.

## Trayectoria
La trayectoria deportiva de Xue Wu se identifica por su participación en los siguientes eventos nacionales e internacionales:

### Juegos Centroamericanos y del Caribe
Fue reconocido su triunfo de ser la cuarta deportista con el mayor número de medallas de la selección de  República Dominicana 
en los juegos de Mayagüez 2010.

#### Juegos Centroamericanos y del Caribe de Mayagüez 2010
Su desempeño en la vigésima primera edición de los juegos, se identificó por ser la Sexagésima novena deportista con el mayor número de medallas entre todos los participantes del evento, con un total de 4 medallas:

- , Medalla de oro: Mixto
- , Medalla de oro: Individual
- , Medalla de plata: Dobles
- , Medalla de bronce: Equipos